# 美山貫一
美山 貫一（みやま かんいち、1847年12月2日(弘化4年10月25日) - 1936年(昭和11年)7月29日）は、日本の牧師である。元長州藩士。

## 生涯

### 長州藩士時代
1847年(弘文4年) 長州萩藩士内藤氏の次男として生まれる。元服後の名前を内藤匡二郎といった。
1853年(嘉永5年 - 6年) 藤田新八の私塾で学ぶ。
1863年(文久2年 - 3年) 山口兵学校で学ぶ。
1867年(慶応3年) 三田尻兵学校で兵学を学ぶ。そして、松下村塾の吉田松陰にも影響を受けた。
1871年(明治4年) 美山家を相続して、美山貫一になる。同年海軍兵学校を受験するが不合格だったので、上京して陸軍省に勤めた。

### 渡米・入信
1875年(明治8年) 渡米する。サンフランシスコにいるときに、M・C・ハリスによってキリスト教に入信し、洗礼を受ける。

### メソジスト派牧師
1884年(明治17年) 帰国する。
1885年(明治18年) 再び渡米する。当時、移民した日本人の酒癖の悪さ、愚行にへきえきした現地人から日本人排斥運動が勃発しており、社会問題となっていた。美山は外交官でハワイ州領事 安藤太郎に出会い、禁酒こそが日本人を救う唯一の手段であることを説き、婦人の「酒樽事件」もあって安藤太郎は改心。また夫妻をキリスト教へ導いた。
1888年(明治21年) ハワイのホノルルにハリス合同メソジスト教会を創立。
1890年(明治23年)2月 帰国。
1890年(明治23年) 名古屋メソジスト教会(現・日本基督教団名古屋中央教会)の牧師になる。
1893年(明治26年)4月 銀座美以教会(現・日本基督教銀座教会)に転任。初代牧師・小方仙之助の後をついで、第2代目の牧師になる。同年。外交官、安藤太郎、小児科医師 角倉賀道、日本キリスト教婦人矯風会とともに「日本禁酒同盟」を設立。全国の小学校への「禁酒・禁煙」を説き、各地で講演会を開催し、小学校の教師を集め啓蒙を行った。その活動はすさまじく多くの中毒者を回帰させ、その後の日本の目覚ましい経済的発展につなげた。
1896年(明治29年)3月 鎌倉に転任。
1903年(明治36年) 鎌倉メソジスト教会(現・日本基督教団鎌倉教会)の初代牧師になる。引退後も鎌倉に住み、同地で死去する。墓所は鎌倉五山の一つに数えられる寿福寺にある。